# Mikael Wikstrand
Mikael Wikstrand (ur. 5 listopada 1993 w Karlstad) – szwedzki hokeista, reprezentant Szwecji, olimpijczyk.

## Kariera
- IFK Ore J18 (2007-2009)
- IFK Ore (2008/2009)
- Mora IK J18 (2009-2011)
- Mora IK J20 (2009-2012)
- Mora IK (2010-2013)
- Frölunda HC (2013-2015)
- Färjestad BK (2016-2019)
- Ak Bars Kazań (2019-2021)
- Färjestad BK (2021-)

Wychowanek IFK Ore. Karierę rozwijał w klubie Mora IK. Stamtąd w grudniu 2013 przeszedł do Frölunda HC. W drafcie NHL z 2012 wybrany przez kanadyjski klub Ottawa Senators. W maju 2014 podpisał kontrakt wstępujący do NHL z Ottawa Senators, po czym nadal występował w barwach Frölunda HC na zasadzie wypożyczenia, a w styczniu 2016 został wypożyczony do Färjestad BK. W maju tego roku przedłużył kontrakt o cztery lata. W sezonie Svenska hockeyligan (2018/2019) był kapitanem drużyny.
Jeszcze w 2016 został wybrany w KHL Junior Draft przez rosyjski klub Łokomotiw Jarosław. W czerwcu 2019 jego prawa zawodnicze w ramach rozgrywek KHL zostały zbyte przez ten klub na rzecz Ak Barsa Kazań i w tym samym miesiącu Wikstrand został zawodnikiem Ak Barsa. Z końcem kwietnia 2021 odszedł z klubu. W maju 2021 został zaangażowany ponownie przez szwedzki Färjestad BK.
Uczestniczył w turniejach mistrzostw świata juniorów do lat 18 edycji 2011, mistrzostw świata juniorów do lat 20 edycji 2013. W barwach seniorskiej reprezentacji brał udział w turniejach zimowych igrzysk olimpijskich 2018 oraz mistrzostw świata edycji 2018.

## Sukcesy
Reprezentacyjne
- Srebrny medal mistrzostw świata juniorów do lat 18: 2011
- Srebrny medal mistrzostw świata juniorów do lat 20: 2013
- Złoty medal mistrzostw świata: 2018

Klubowe
- Brązowy medal mistrzostw Szwecji: 2015 z Frölunda HC
- Finał Hokejowej Ligi Mistrzów: 2015 z Frölunda HC
- Srebrny medal mistrzostw Rosji: 2020 z Ak Barsem Kazań
- Puchar Otwarcia: 2020 z Ak Barsem Kazań
- Brązowy medal mistrzostw Rosji: 2021 z Ak Barsem Kazań

Indywidualne
- Mistrzostwa Świata Juniorów w Hokeju na Lodzie 2013/Elita
  - Jeden z trzech najlepszych zawodników reprezentacji
- KHL (2019/2020):
  - Najlepszy obrońca miesiąca – wrzesień 2019[9]
  - Człowiek tygodnia - 2 października 2019[10]
  - Trzecie miejsce w klasyfikacji asystentów wśród obrońców w sezonie zasadniczym: 28 asyst